# Pteromalus cionobius
Pteromalus cionobius is een vliesvleugelig insect uit de familie Pteromalidae. De wetenschappelijke naam is voor het eerst geldig gepubliceerd in 1953 door Erdös.